# تریسی توماس
تریسی توماس (انگلیسی: Tracie Thoms؛ زادهٔ ۱۹ اوت ۱۹۷۵) یک هنرپیشه اهل ایالات متحده آمریکا است. وی از سال ۲۰۰۲ میلادی تاکنون مشغول فعالیت بوده‌است.
از فیلم‌ها یا برنامه‌های تلویزیونی که وی در آن نقش داشته است می‌توان به لوپر، شیطان پرادا می‌پوشد، ضد مرگ، جری و مارج پولدار می‌شوند، نزول، اجاره، نابودی و سکس و صبحانه اشاره کرد.